# Герб комуни Гобу
Герб комуни Гобу (швед. Håbo kommunvapen) — символ шведської адміністративно-територіальної одиниці місцевого самоврядування комуни Гобу. 

## Історія
Герб комуни Гобу був офіційно зареєстрований 1978 року. Колористику та подачу сюжету зроблено відмінною від подібного герба комуни Єрфелла.

## Опис (блазон)
У червоному полі золотий агнець Божий з лабарумом. 

## Зміст
Агнець Божий фігурував на печатках територіальної сотні (гераду) Гобу в 1560-х роках.
П'ять хвостів на лабарумі символізують п'ять історичних парафій, які тепер входять до складу комуни.